# Emilio Romero Padilla
Emilio Romero Padilla (Puno, 16 de febrero de 1899 - Lima, 27 de mayo de 1993) fue un historiador, narrador y ensayista peruano. Escribió libros de geografía, economía y sociología, así como obras de carácter literario. Fue diputado ante la Asamblea Constituyente de 1931; senador por Puno (1945-1948); ministro de Hacienda y Comercio (1952-1954); embajador en Ecuador, México, Uruguay y Bolivia; y ministro de Educación Pública (1958-1959).

## Biografía
Emilio Romero fue hijo de Eladio Romero y Honorata Padilla. Su infancia y juventud transcurrió entre la ciudad de Puno y la península de Chucuito, haciendo sus estudios escolares en el Colegio Nacional San Carlos de su ciudad natal. Ejerció la docencia desde adolescente. En 1916 empezó como profesor en la Escuela Elemental N.º 881 y en 1918 en su colegio.
Terminados sus estudios secundarios, se dirigió a Arequipa, ingresando a la Universidad Nacional de San Agustín, donde se graduó de bachiller de Ciencias y Letras. Luego se trasladó a Lima para estudiar en la Universidad Nacional Mayor de San Marcos, primero como alumno de la Facultad de Derecho y Ciencias Políticas y luego de la de Ciencias Económicas. Al obtener el título de abogado retornó a Arequipa para seguir el doctorado en Derecho por la Universidad de San Agustín.
Se trasladó nuevamente a Lima, donde laboró como docente de colegios secundarios, entre 1920 y 1933, y en el Instituto Pedagógico Nacional de Varones, de 1928 a 1929.
En 1928 fue nombrado catedrático de Geografía Económica, Historia Económica General y del Perú, y de Geografía Regional en la Facultad de Ciencias Económicas de la Universidad Nacional Mayor de San Marcos.
En ese mismo año de 1928 publicó Departamento de Puno. Monografía del Departamento de Puno, una obra que fue bien recibida por académicos y profesionales radicados en Lima.
En 1931 fue elegido diputado por Puno ante la Asamblea Constituyente de ese año, por el Partido Descentralista donde tuvo una importante participación en la redacción de la Constitución Política de 1933. 
Culminado su periodo congresal, en 1936 fue nombrado director general de Hacienda, cargo que ejerció hasta 1942. Desde esa función, encargó a Federico Schwab la organización del Archivo Histórico del ministerio, que había sido descuidado.
En 1945 regresó al parlamento como senador por Puno. Tras el golpe de Estado de 1948 fue nombrado embajador en Ecuador (1948-1949) y posteriormente en Uruguay (1949-1950).
En 1952 regresó al Perú, al ser nombrado por el gobierno de Manuel Odría como ministro de Hacienda y Comercio, cargo que ejerció hasta 1954. Luego asumió la representación diplomática peruana en México. Al retornar al Perú en 1955, dirigió el Instituto Geográfico de la Facultad de Letras de la Universidad de San Marcos. En 1958 viajó a Bolivia como embajador, regresando un año después al Perú para asumir el portafolio de Educación en el segundo gobierno de Manuel Prado Ugarteche, cargo que desempeñó entre 1958 y 1959.
Fue decano de la Facultad de Ciencias Económicas de la Universidad de San Marcos en 1964; profesor de la Academia Diplomática del Perú en 1971; miembro de la comisión de alto nivel del Ministerio de Educación para la implementación del Decreto Legislativo N.º 21 156 con relación al idioma quechua, en 1975; miembro de la Comisión Consultiva del Ministerio de Relaciones Exteriores en 1981; y decano fundador de la Facultad de Ciencias Económicas de la Universidad Inca Garcilaso de la Vega.
Perteneció a varias instituciones académicas como la Academia Nacional de la Historia; de la Sociedad Geográfica de Lima, de la cual fue presidente en dos ocasiones; y del Instituto Sanmartiniano del Perú.

## Publicaciones

### Literatura
En Puno escribió sus primeros relatos: «El Pututo», «Zampoña», «Las mozas de San Antón», «En la cárcel de mi pueblo», «Zampoñas en la noche», «Casta de Perros», entre otros (1916). Varios de ellos integraron después su libro de cuentos Balseros del Titicaca, publicado en 1934. Se le considera el padre de la narrativa puneña.
- La Noche de San Juan (1916), obra teatral.
- «Zampoña» (s/f)
- «Una evasión» (1924)
- Balseros del Titicaca (1934; 1989), libro de cuentos.
- «Los sapos del trópico» (1952)
- «Mi pobre Carola» (1959)
- Memorias apócrifas del general José Manuel de Goyeneche (1971)

### Ensayo
Emilio Romero escribió múltiples monografías, además de decenas de ensayos y artículos que fueron publicados en reconocidas revistas científicas. También colaboró con la prensa peruana, contribuyendo con artículos en periódicos como El Comercio, La Prensa y Expreso.

#### Historia y Geografía
Aunque su inquietud e interés intelectual fue variado, se desarrolló principalmente en torno a la geografía humana y económica. Su doctrina política fue el descentralismo. Publicó las siguientes obras:
- Monografía del Departamento de Puno (Lima, 1928)
- Tres ciudades del Perú (1929)
- Geografía Económica del Perú (1929, 1936, 1953,1961)
- El Descentralismo (1937; 1987)
- Historia Económica y Financiera del Perú: antiguo Perú y Virreinato (1937)
- Nuestra Tierra. Un ensayo de Geografía para el Pueblo (Lima, 1941)
- Geografía del Pacífico Sudamericano (1947)
- Historia Económica del Perú (1949; 2006)
- Por el Norte del Ecuador (1954)
- El Perú por los Senderos de América (1955)
- El Santo de la Escoba (1959)
- Biografía de los Andes (1965)
- Regionalismo y centralismo (1969)
- Perú: una nueva geografía (1994)

## Reconocimientos
- Orden de las Palmas Magisteriales en el grado de Amauta, por el Ministerio de Educación del Perú (1959).[1]
- Medalla del Congreso del Perú (1981)[1]
- Medalla de Honor de la Sociedad Geográfica de Lima[1]